# Aina Fullana Llull
Aina Fullana Llull (Manacor, 1997) és una filòloga i escriptora mallorquina.
Llicenciada en llengua i literatura catalana per la Universitat de les Illes Balears, ha treballat com a professora de català per a adults. El 2018 va guanyar el Premi Relats en femení pel conte Salada i Salvada. La seva primera novel·la Els dies bons, que tracta el tema de la drogodependència, va ser guardonada amb el Premi València el 2021, i un any més tard amb el Premi de la Crítica dels Escriptors Valencians en la modalitat de narrativa, i el Premi Punt de llibre. Ha publicat contes en revistes com Núvol i Morlanda.

## Obra publicada
- 2021 Els dies bons (Bromera)

## Premis
- 2021 Premi València en la categoria de narrativa en valencià per Els dies bons
- 2022 Premi de la Crítica dels Escriptors Valencians en la categoria de narrativa per Els dies bons
- 2022 Premi Punt de llibre del diari digital Núvol